# Гармошка
Гармошка (на руски: гармонь) е руски музикален инструмент, подобен на акордеон.

## Разположение на тоновете
Гармошката има 25 копчета, разделени на два реда. Тези обхващат три октави, както и някои полутонове, 25 басови тона в три реда, включително един ред мелодични бас тонове. Картинките показват разположението в до мажор, повечето инструменти са настроени в ла мажор, но относителното разположение на тоновете остава същото.

### Високи тонове
Гармошката е двуредов инструмент. От двете страни се намират тоновете на една диатонична скала. Разпределението на тоновете е относително просто – на противоположната страна се намира винаги следващ тон. Полутонове са разположени само в долния край на клавишите. Всички клавиши издават същия звук при сгъване и разгъване на гармошката.

### Басови тонове
Басовата страна се различава от подобните инструменти – тя е триредове и също така клавишите издават същия звук при сгъване и разгъване. В първия ред са мажорните акорди, а в долния край е нареден е септакорд. Често срещаните в народната музика прогресии могат по този начин да се ползват относително лесно. Във втория ред се намират два минорни и още два септакорда. Третият ред съдържа осем мелодични основин басови тона. По този начин е възможно свиренето на проста басова мелодия. Има по-стари инструменти с по-малко клавиши от басовата страна.
|  | Тази страница частично или изцяло представлява превод на страницата Garmon в Уикипедия на немски. Оригиналният текст, както и този превод, са защитени от Лиценза „Криейтив Комънс – Признание – Споделяне на споделеното“, а за съдържание, създадено преди юни 2009 година – от Лиценза за свободна документация на ГНУ. Прегледайте историята на редакциите на оригиналната страница, както и на преводната страница, за да видите списъка на съавторите. ВАЖНО: Този шаблон се отнася единствено до авторските права върху съдържанието на статията. Добавянето му не отменя изискването да се посочват конкретни източници на твърденията, които да бъдат благонадеждни. |